# Mèo Russian Blue
Mèo Nga mắt xanh hay Rusian Blue là giống mèo Nga mắt xanh. Màu lông tuy hơi xám nhưng khá dày và bông.Đặc biệt,loài mèo này còn có một vài đốm trắng trên cơ thể. Mèo Nga mắt xanh rất hiền và chúng thích ở gần người chủ cả ngày mà không hề nô đùa hay làm phiền họ